# Эшлиман, Николай Николаевич
Николай Николаевич Эшлиман (10 августа 1929, Москва — 3 июня 1985, Москва) — бывший священнослужитель Русской православной церкви, подписавший (совместно с Глебом Якуниным) «Открытое письмо» Святейшему Патриарху Алексию от 21 ноября 1965 года и заявление, адресованное председателю Президиума Верховного Совета СССР Н. В. Подгорному от 15 декабря 1965 года.

## Биография

Александр Мень, Глеб Якунин, Николай Эшлиман

Родился в семье швейцарского гражданина, который вскоре после рождения сына принял советское гражданство. Предки по линии отца происходили из Шотландии, предки по матери происходят от грузинского князя Давида Назарова.
Окончил художественную школу, учился музыке. Обладая великолепным голосом, пел во многих храмах Москвы. Занимался также росписью церквей. По воспоминаниям Александра Меня: «Николай был аристократ в душе, человек с величественными аристократическими манерами, в нём было что-то артистичное. Он свободно играл на фортепиано, что-то лепил, рисовал — в нем было что-то от богемы. <…> Его жена Ира, очень живая и симпатичная светская особа — внучка известного деятеля Витте. Их комната в доме на Дмитровке — на Пушкинской улице, напротив Колонного зала, — была чем-то вроде салона, где всегда собирались разные интересные люди — пили, говорили, как это в Москве было в те годы принято… Поразительно, кого там только нельзя было встретить. У Эшлимана были разнообразные знания, все достаточно поверхностные; он был очень обаятельным, исключительно обаятельным человеком, разносторонним и привлекающим всех: все говорили „Николай Николаевич“ с придыханием. <…> как всякий человек барственного склада, он никогда ничего не доводил до конца. Он не закончил своего художественного образования, <…> немножко писал… У него были всякие проекты: что-то эдакое перестроить, что-то эдакое создать… (Вообще, он числился художником, расписывал храмы.) Немножко пел. Все у него было понемножку, но всё у него получалось очаровательно».
Воцерковившись, захотел стать священником, но в разгар хрущёвской антирелигиозной кампании это было непросто. По воспоминаниям Александра Меня: «Когда он, просто как певчий храма, просил рукоположения, он стал ходить в канцелярию Патриархии, где заседал тогда архимандрит Никодим [Ротов], впоследствии митрополит Ленинградский. Надо сказать, что владыка отличался тогда — не знаю, как теперь, — чудовищною способностью к канцелярским волокитам. Может быть, намеренно, он тянул Эшлимана в течение месяца. Может, он сейчас думает (если это помнит), что пророчески предчувствовал, во что это выльется, но, так или иначе, Николай каждый день ходил туда, как на работу, и ему отвечали: „Приходите завтра“. Но возлюбил его Пимен — Извеков, ныне Святейший Патриарх Московский. Он души не чаял в Николае Николаевиче как певце и вообще расположен был к нему всячески. А сам Николай Николаевич тоже его превозносил и рассказывал всегда про него самые трогательные анекдоты. <…> Я не знаю, подлинны ли эти все анекдоты, но их рассказывал Николай с большим воодушевлением, любя деятельного, активного и умного Пимена — это потом Святейший как-то переменился, здоровье его подорвалось… И задумал владыка Пимен, тогда только что рукоположенный молодой епископ, рукоположить Эшлимана не мытьём, так катаньем. Он его подговорил поехать в Кострому — он тогда был временно костромским епископом, — там его рукоположил и потом перевёл в Москву».
Рукоположён в диакона в 1959 в Костроме на праздник Покрова Пресвятой Богородицы. В 1961 на праздник Успения Пресвятой Богородицы рукоположён во иереи митрополитом Пименом (Извековым).
Служил в храме села Пречистого Московской области (Аристов погост), храме села Куркино (ныне — район Москвы), московском храме Покрова Пресвятой Богородицы в Лыщиковом переулке. По воспоминаниям Александра Меня: «Эшлиман себя нашёл в священстве: преобразился — вся муть слетела, как будто её не было».
25 ноября 1965 года вместе с Глебом Якуниным направил Алексию I открытое письмо, которое подробно рисовало картину противозаконного подавления органами государственной власти СССР прав и свобод верующих граждан страны. Варианты Письма были предложены отцом Александром Менем и затем Анатолием Красновым-Левитиным, но не были приняты Николаем Эшлиманом и Глебом Якуниным, которые привлекли к сотрудничеству Феликса Карелина. Им и была проделана большая часть литературной работы, хотя каждая формулировка обсуждалась и принималась втроём. В своем письме Никите Струве от 15.11.1971 о. Глеб Якунин открыто называет Феликса Карелина «третьим автором письма». Однако было решено не ставить его подпись, поскольку Карелин имел судимость и это могло дать церковной власти формальный канонический повод для отказа в рассмотрении Обращения. Первоначально предполагалось, что это будет совместное письмо нескольких епископов и священников (в частности, архиепископа Гермогена (Голубева)). Но архиепископ Гермоген затем отказался от участия в проекте, а без него отказались участвовать и все остальные. Через два года архиепископ Ермоген направил Патриаху собственное послание, посвященное в основном вопросу о канонической нелигитимности Поместных Соборов, состоящих из епископов, не избранных народом на свои кафедры, но назначенными церковной властью. Результатом для архиепископа была последовавшая опала: высылка в Жировицкий монастырь.
Письмо было размножено на пишущей машинке в 100 экземплярах и разослано в середине декабря всем правящим архиереям Московского Патриархата. Митрополит Сурожский Антоний (Блум) прислал одобрительную телеграмму. 15 декабря копии письма были направлены Председателю Верховного Совета СССР Н. В. Подгорному, Председателю Совета Министров СССР А. Н. Косыгину и генеральному прокурору СССР Р. А. Руденко.
13 мая 1966 года определением Святейшего Патриарха Алексия священники Николай Эшлиман и Глеб Якунин «за вредную для Церкви и соблазнительную деятельность увольняются в заштат с запрещением в священнослужении, до полного раскаяния».
После этого работал по своей светской профессии художником. Через некоторое время после прещения Николай Эшлиман развёлся и женился вторично, таким образом лишившись права на восстановление в сане.
Скончался 3 июня 1985 года в Москве. Как вспоминал священник Георгий Эдельштейн,

Отпевали его в храме Ильи Пророка в Черкизове. Патриархийные чиновники всё не могли решить: как же его отпевать? По чину священника или по чину мирянина? Наконец, пришел отец Владимир Рожков и сказал: отец Матфей Стаднюк велел отпевать, как мирянина. И отпели. Хор к тому времени практически уже весь разошёлся. На клирос побежал отец Николай Ведерников (человек, известный всей Москве, выпускник Московской консерватории). Наладил пение. За 20 минут отпели. Погрузили гроб в автобус. Поехали к месту жительства отца Николая Эшлимана, поставили гроб на площадке. Была поздняя весна. Не знали, что делать. То ли произносить речи, то ли просто глядеть на усопшего. Лицо не было закрыто. Потом его похоронили, и около года на могиле даже не было креста.